# Julien Bisaro
Julien Bisaro (* 1981) ist ein französischer Animationsfilmer und Illustrator.

## Leben
Bisaro studierte zunächst von 2001 bis 2004 Illustration an der École des beaux arts in Epinal und beendete sein Studium mit Auszeichnung. Anschließend folgte ein Studium an der Hochschule für Animationsfilm La Poudrière in Valence. Während seines Studiums entstand der Kurzfilm Coup sur coup sowie für Canal J der Kurzfilm Docteur Vroup. Bisaros Abschlussfilm wurde 2006 L’œil du cyclone.
Nach Ende des Studiums arbeitete Bisaro an verschiedenen Animationsfilmen als Animator, darunter an den Kurzfilmen La vie des bêtes und L’ondée sowie an Tomm Moores Langanimationsfilm Das Geheimnis von Kells. Im Jahr 2019 war Bisaro als Storyboard-Artist am Animationsfilm Ich habe meinen Körper verloren beteiligt.
Im Jahr 2014 veröffentlichte Bisaro mit Peng peng! seinen ersten professionellen Kurzanimationsfilm. Er führte Regie, war als Animator beteiligt und verfasste gemeinsam mit Claire Paoletti das Drehbuch. Auf dem San Francisco International Film Festival wurde der Film 2015 für einen Golden Gate Award als bester Kurzanimationsfilm nominiert. Zudem erhielt Bisaro 2015 eine César-Nominierung in der Kategorie Bester animierter Kurzfilm. Eine zweite César-Nominierung für den besten animierten Kurzfilm folgte 2021 für Bisaros zweite Regiearbeit Shoooms abenteuerliche Reise, deren Hauptdarsteller eine kleine Eule ist. Das Drehbuch verfasste er dabei erneut mit Claire Paoletti, die den Film auch produzierte. Shoooms abenteuerliche Reise wurde 2020 auf dem Festival d’Animation Annecy mit dem Cristal d’Annecy für die Beste Fernsehproduktion ausgezeichnet.

## Filmografie
- 2005: Coup sur coup
- 2006: Docteur Vroup (TV)
- 2006: L’œil du cyclone
- 2014: Peng peng! (Bang Bang!)
- 2019: Shoooms abenteuerliche Reise (L’odyssée de Choum) (TV)

## Auszeichnungen (Auswahl)
- 2015: Preis für den besten Animationsfilm, Festival international du court métrage en Outaouais, für Peng peng!
- 2015: César-Nominierung, Bester animierter Kurzfilm, für Peng peng!
- 2015: Nominierung Golden Gate Award für den besten animierten Kurzfilm, San Francisco International Film Festival, für Peng peng!
- 2020: Cristal d’Annecy / Beste Fernsehproduktion, Festival d’Animation Annecy, für Shoooms abenteuerliche Reise
- 2021: César-Nominierung, Bester animierter Kurzfilm, für Shoooms abenteuerliche Reise